# 约翰·里特
約翰·里特（John Little，1960年—），或稱小约翰，是一名作家和身体结构专家，出生于加拿大。他专长于武术、身体结构和体能。小约翰因研究李小龙而著名。

## 生平
小约翰被视为世界上最著名的研究李小龙训练理论和哲学的专家之一，小约翰也是研读过李小龙的个人日记，研究草图，阅读笔记。他曾是《李小龙杂志》（Bruce Lee magazine）的联合出版商，当过《Knowing is Not Enough》的总编，还负责过振藩截拳道中心的通讯。小约翰的文章出现在北美各武术、健康、健身的杂志上，包括《肌肉&健身》。
他是《The Warrior Within: The Philosophies of Bruce Lee》的作者，是《Power Factor Training》、《The Golfer's Two-Minute Workout》、《Static Contraction Training for Bodybuilders》的合著者。他最著名的书当属《The Art of Expressing the Human Body》，在此书中他展示了他五年关于李小龙笔记的研究，试图解释李小龙的身体构造。

## 相关链接
- 李小龙
- 截拳道